# سارا پراکتور
سارا پراکتور (انگلیسی: Shara Proctor؛ زادهٔ ۱۶ سپتامبر ۱۹۸۸ در کریستیانستد) ورزشکار دو و میدانی زن در رشته پرش طول اهل آنگویلا-بریتانیا است؛ که در مجموع در مسابقات جهانی دو و میدانی، مسابقات دو و میدانی داخل سالن جهان، مسابقات قهرمانی دو و میدانی اروپا، بازی‌های کشورهای همسود و برندهٔ ۱ مدال طلا، ۲ مدال نقره و ۳ مدال برنز شده‌است.